# Операція «Остготенбевегунг»
Операція «Остготенбевегунг» (нім. Ostgottenbewegung) — передислокація Німеччиною своїх стратегічних резервів із Заходу на радянсько-німецький фронт в 1944 — 1945 роках.